# 29. децембар
29. децембар (29.12.) је 363. дан године по грегоријанском календару (364. у преступној години). До краја године има још 2 дана.

## Догађаји
- 1170 — Надбискуп Томас Бекет убијен по налогу енглеског краља Хенрија II пред олтаром Кентерберијске катедрале.
- 1721 — Французи окупирали острво Маурицијус у Индијском океану. Острво 1810. потпало под британску власт, а независност стекло 1968.
- 1890 — Амерички војници код "Рањеног колена" у Јужној Дакоти масакрирали више од 200 Индијанаца из племена Сијукс, међу њима велики број жена и деце.
- 1911 — Револуционарна привремена скупштина за првог председника Кине изабрала Суена Јатсена, чиме је после више од три миленијума укинута монархија.
- 1914 — Почела битка код Сарикамиша у Првом светском рату, у којој је много слабија руска војска нанела тежак пораз турској армији. Турци изгубили 77.000 од 95.000 војника.
- 1920 — Влада Краљевине СХС је Обзнаном забранила рад Комунистичкој партији Југославије.
- 1937 — Слободна Ирска Држава је замењена са новом државом названом Ирска, заједно са увођењем новог устава.
- 1940 — Немачко ваздухопловство извело најтеже бомбардовање Лондона у Другом светском рату, које је британској престоници нанело највећа разарања од "великог пожара" 1666, када су уништене четири петине града.
- 1944 — Совјетске трупе у Другом светском рату ушле у Будимпешту.
- 1973 — Филипински диктатор Фердинанд Маркос наставио да влада по окончању другог председничког мандата, иако по Уставу није могао поново да буде биран. На основу ванредног стања које је завео 1972. владао декретима док у побуни 1986. није збачен са власти.
- 1989 — Парламент Чехословачке за шефа државе изабрао чешког писца Вацлава Хавела, дугогодишњег дисидента под комунистичким режимом, који је као "државни непријатељ" провео пет година у затвору. Хавел наследио Густава Хусака који је претходно под притиском јавности поднео оставку.
- 1992 — Скупштина Југославије изгласала неповерење првој Влади СР Југославије и сменила премијера, српског бизнисмена из САД Милана Панића. За вршиоца дужности премијера именован потпредседник Владе Радоје Контић. Смењивање Панића уследило после његових сукоба с председником Србије Слободаном Милошевићем око спровођења мировне политике према бившим југословенским републикама.
- 1996 — Влада Гватемале и вође герилског покрета потписали споразум којим је после 36 година званично окончан последњи и најдужи грађански рат у Централној Америци.
- 1998 — Вође Црвених Кмера извињавају се због геноцида у Камбоџи за вријеме седамдесетих који је узео више од један милион живота.
- 1999 — У невремену које је захватило више европских земаља живот изгубило око 130 људи.
- 2000 — Министар одбране Русије Игор Сергејев потписао документ којим се дозвољава обука иранских официра у Русији.
- 2001 — У Кабулу први пут патролирале авганистанске и британске трупе, што је била проба за мировне операције.
- 2001 — Око 300 људи погинуло, најмање 120 повређено, у пожару који је изазвао ватромет у трговинском центру у Лими, главном граду Перуа.

## Рођења
- 1721 — Мадам Помпадур, француска куртизана, љубавница француског краља Луја XV. (прем. 1764)[1]
- 1800 — Чарлс Гудјир, амерички самоуки хемичар, најпознатији као проналазач вулканизоване гуме. (прем. 1860)[2]
- 1809 — Вилијам Гледстон, британски политичар. (прем. 1898)[3]
- 1876 — Пау Касалс, шпански виолончелиста, композитор и диригент. (прем. 1973)[4]
- 1896 — Давид Алфаро Сикеирос, мексички сликар и графичар. (прем. 1974)[5]
- 1902 — Ласло Гал, југословенски и мађарски песник, хумориста и новинар. (прем. 1975)[6]
- 1921 — Добрица Ћосић, српски писац, 1. председник Савезне Републике Југославије. (прем. 2014)[7]
- 1928 — Даница Аћимац, српска глумица. (прем. 2009)[8]
- 1936 — Мери Тајлер Мур, америчка глумица и продуценткиња. (прем. 2017)[9]
- 1937 — Барбара Стил, енглеска глумица и продуценткиња.[10]
- 1938 — Џон Војт, амерички глумац.[11]
- 1947 — Тед Денсон, амерички глумац и продуцент.[12]
- 1959 — Патриша Кларксон, америчка глумица.[13]
- 1970 — Енрико Кјеза, италијански фудбалер и фудбалски тренер.[14]
- 1972 — Џуд Ло, енглески глумац.[15]
- 1974 — Лена Богдановић, српска глумица.[16]
- 1982 — Марко Баша, црногорски фудбалер.[17]
- 1982 — Алисон Бри, америчка глумица, продуценткиња и сценаристкиња.[18]
- 1989 — Кеј Нишикори, јапански тенисер.[19]
- 1995 — Рос Линч, амерички глумац и музичар.[20]
- 1996 — Дилан Минет, амерички глумац и музичар.[21]
- 2001 — Немања Поповић, српски кошаркаш.[22]

## Смрти
- 1825 — Жак Луј Давид, француски сликар. (рођ. 1748)[23]
- 1924 — Карл Шпителер, швајцарски песник, писац и есејиста, добитник Нобелове награде за књижевност (1919). (рођ. 1845)[24]
- 1925 — Феликс Валотон, швајцарско-француски сликар. (прем. 1865)
- 1926 — Рајнер Марија Рилке, аустријски песник и писац. (рођ. 1875)[25]
- 1981 — Мирослав Крлежа, хрватски књижевник, драматург и енциклопедиста. (рођ. 1893)[26]
- 1984 — Гвидо Тартаља, српски књижевник и преводилац. (рођ. 1899)[27]
- 1986 — Андреј Тарковски, руски редитељ, сценариста, писац и теоретичар филма. (прем. 1932)[28]
- 2006 — Благоје Видинић, југословенски фудбалски голман и тренер. (рођ. 1934)[29]
- 2010 — Владан Батић, српски правник и политичар, оснивач и први председник Демохришћанске странке Србије. (рођ. 1949)[30]
- 2010 — Атина Бојаџи, македонска пливачица. (рођ. 1944)
- 2015 — Павел Срничек, чешки фудбалски голман. (рођ. 1968)[31]
- 2016 — Фердинанд Киблер, швајцарски бициклиста. (рођ. 1919)[32]
- 2018 — Росенда Монтерос, мексичка глумица. (рођ. 1935)[33]
- 2020 — Шаба Ду, амерички глумац, плесач и кореограф. (рођ. 1955)[34]
- 2020 — Пјер Карден, италијанско-француски модни дизајнер. (рођ. 1922)[35]
- 2022 — Вивијен Вествуд, енглеска модна дизајнерка и предузетница. (рођ. 1941)[36]
- 2022 — Пеле, бразилски фудбалер. (рођ. 1940)[37]
- 2024 — Џими Картер, 39. председник САД. (рођ. 1924)[38]

## Празници и дани сећања
- Свети пророк Агеј; Света Теофанија царица
- Тома (име) Бекет, Давид краљ.
- Зул Хиџе (Zu-l Hidždže)
- Тевет